# Methanocaldococcus jannaschii

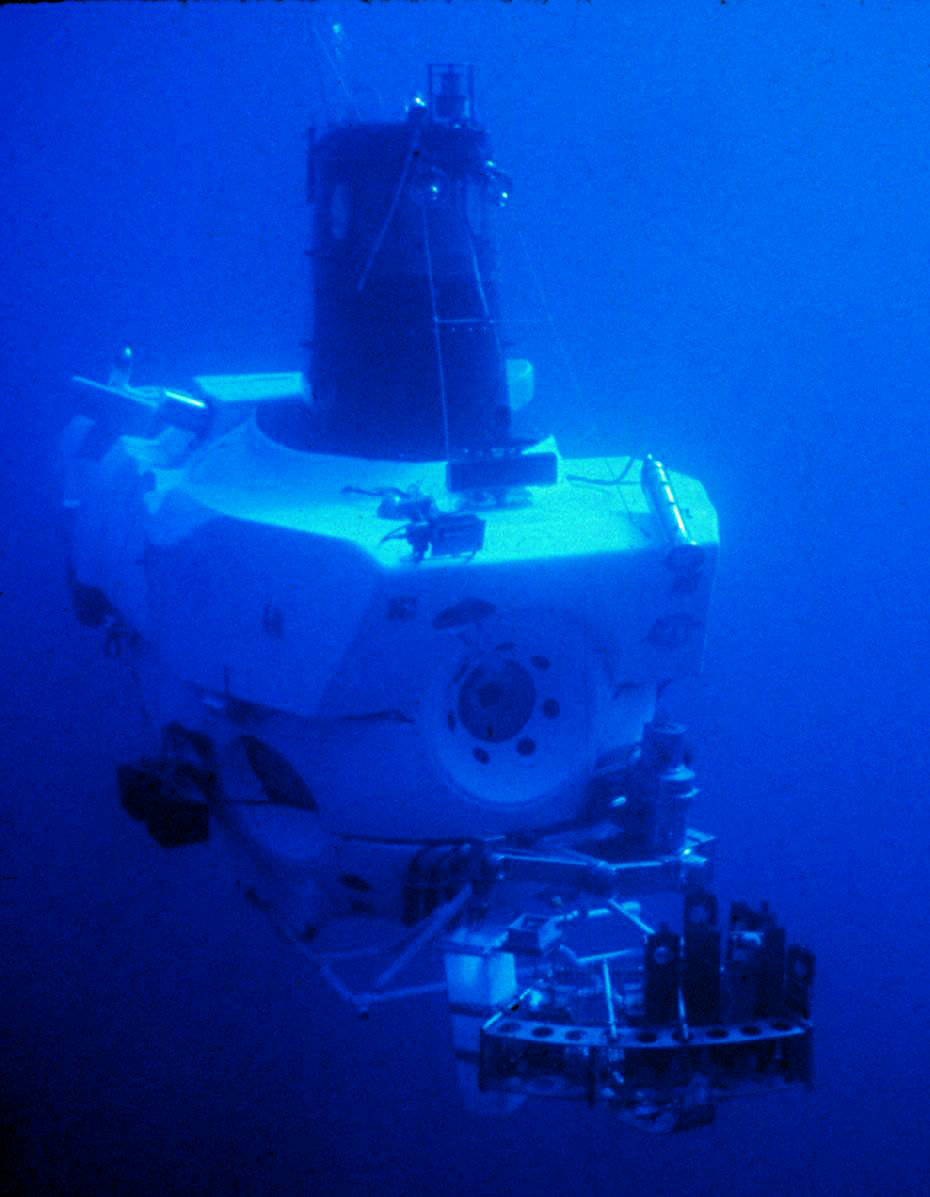
Das Bild zeigt das Forschungstauchboot Alvin ein Jahr nach der ersten Erkundungsfahrt zu einer Hydrothermal-Quelle (Foto NOAA, 1978). Die Alvin barg auch das Archaeon M. jannaschi von der Kaminbasis eines „Weißen Rauchers“ am Meeresboden (Ostpazifischer Rücken, 20°50'N,109°06'W, 2600 Meter Tiefe).

Methanocaldococcus jannaschii (früher Methanococcus jannaschii) ist taxonomisch eine Art von prokaryotischen Mikroorganismen. M. jannaschii  gehört als Methanbildner zur Domäne der Lebewesen Archaea.
M. jannaschii wurde mit einem U-Boot der Woods Hole Oceanographic Institution aus einer hydrothermalen Quelle isoliert, ist thermophil und bildet Methan. Es war das erste Archaeon, dessen komplettes Genom sequenziert wurde. Laut Craig Venter, unter dessen Federführung dieses Sequenzierungsprojekt lief, waren die einzigartigen Merkmale des Genoms ein starker Beweis dafür, dass es drei Domänen von Lebewesen gibt.

## Eigenschaften und Stoffwechsel
Methanocaldococcus jannaschii ist ein thermophiler, methanogener Organismus, was bedeutet, dass durch Methanogenese Methan als Nebenprodukt des Stoffwechsels entsteht. Das Archaeon kann nur mit Kohlendioxid und Wasserstoff als primäre Energiequellen wachsen; das steht im Gegensatz zu vielen anderen „Methanokokken“ (wie Methanococcus maripalidus), die auch Formiat als primäre Energiequelle verwenden können. Das Genom umfasst viele Hydrogenasen, wie eine 5,10-Methenyltetrahydromethanopterin-Hydrogenase, eine Ferredoxin-Hydrogenase (eha) und eine Coenzym-F420-Hydrogenase.
M. jannaschii hat eine große Anzahl von Inteinen; in einer Proteomik-Studie wurden 19 Intenine entdeckt.
Viele neuartige Stoffwechselwege wurden in M. jannaschii erarbeitet, einschließlich der Synthesewege für methanogene Cofaktoren, Riboflavin und Polyamine (z. B.). Außerdem wurde eine archaeenspezifische DNA-Polymerasefamilie untersucht. In der Membranome-Datenbank wurden Informationen zu Single-Pass-Transmembranproteinen von M. jannaschii zusammengestellt (z. B.).

## Systematik
2002 ist eine Veröffentlichung erschienen, in der die Domäne Archaea behandelt wird (Buchband). Unter anderem werden dort das Phylum Euryarchaeota (Buchkapitel) und die darin verankerte neue Klasse Methanococci (Buchabschnitt) beschrieben. Der Abschnitt zur neuen Klasse Methanococci ist mit den darin enthaltenen neuen Taxa und Umgruppierungen, unter anderem mit dem neuen Artnamen Methanocaldococcus jannaschii durch die Internationale Vereinigung der Mikrobiologischen Gesellschaften (IUMS) bestätigt worden.
Themenrelevante Veröffentlichungen zeitlich geordnet
- Jones et al. (1983) – Effektive Veröffentlichung zur neuen Art Methanococcus jannaschii.[1]
- IUMS (1984) – Liste Nummer 16, offizielle Veröffentlichung der Internationalen Vereinigung der Mikrobiologischen Gesellschaften (IUMS) zur Gültigmachung von Namen, u. a. „Methanococcus jannaschii JONES et al. 1984“.[17]
- Whitman (2001) – Effektive Veröffentlichung zur Gattung Methanocaldococcus, u. a. mit der Art Methanocaldococcus jannaschii, die auf der Grundlage des Basonyms Methanococcus jannaschii neu kombiniert wurde (comb. nov.).[3]
- IUMS (2002) – Validierungsliste Nummer 85, offizielle Veröffentlichung der Internationalen Vereinigung der Mikrobiologischen Gesellschaften (IUMS) zur Gültigmachung von Namen, u. a. für die Art „Methanocaldococcus jannaschii (JONES et al. 1984) WHITMAN 2002“.[2]

## Weitere Literatur
- Lee et al. (2013) – E. H. Lee, K. Lee, K. Y. Hwang: Structural characterization and comparison of the large subunits of IPM isomerase and homoaconitase from Methanococcus jannaschii. In: Acta crystallographica. Section D, Biological crystallography. Band 70, Pt 4 April 2014, S. 922–931, doi:10.1107/S1399004713033762, PMID 24699638 (englisch).
- Wang et al. (2013) – X. Wang, Y. Yuan, M. Teng, L. Niu, Y. Gao: Crystallization and preliminary X-ray diffraction analysis of MJ0458, an adenylate kinase from Methanocaldococcus jannaschii. In: Acta crystallographica. Section F, Structural biology and crystallization communications. Band 69, Pt 11, November 2013, S. 1272–1274, doi:10.1107/S1744309113026638, PMC 3818051 (freier Volltext), PMID 24192367 (englisch).
- Allen et al. (2014) – K. D. Allen, H. Xu, R. H. White: Identification of a unique radical S-adenosylmethionine methylase likely involved in methanopterin biosynthesis in Methanocaldococcus jannaschii. In: Journal of bacteriology. Band 196, Nummer 18, September 2014, S. 3315–3323, doi:10.1128/JB.01903-14, PMC 4135684 (freier Volltext), PMID 25002541 (englisch).
- Wang et al. (2014) – Y. Wang, H. Xu, R. H. White: β-alanine biosynthesis in Methanocaldococcus jannaschii. In: Journal of bacteriology. Band 196, Nummer 15, August 2014, S. 2869–2875, doi:10.1128/JB.01784-14, PMC 4135672 (freier Volltext), PMID 24891443 (englisch).
- Vanessa Helmbrecht, Robert Reichelt, Dina Grohmann, William D. Orsi: Simulated early Earth geochemistry fuels a hydrogen-dependent primordial metabolism. In: Nature Ecology & Evolution, Band 9, 30. April 2025, S. 769–778; doi:10.1038/s41559-025-02676-w (englisch). Dazu:
  - Jess Cockerill: Scientists Recreated The Ancient Chemical Reactions That May Have Sparked Life. Auf sciencealert vom 17. Mai 2025.
  - New Clues to Alien Life: Researchers Revive 4-Billion-Year-Old Metabolic Process. Auf SciTechDaily vom 18. Mai 2025. Quelle: LMU München.

## Datenbanken
- LPSN für die Suche nach Methanocaldococcus → http://www.bacterio.net/methanocaldococcus.html
- NCBI taxonomy browser für die Suche nach M. jannaschii → https://www.ncbi.nlm.nih.gov/Taxonomy/Browser/wwwtax.cgi?id=2190
- MicrobeWiki für die Suche nach M. jannaschii → https://microbewiki.kenyon.edu/index.php/Methanococcus_jannaschii
- UCSC genome browser für die Suche nach M. jannaschii → http://microbes.ucsc.edu/cgi-bin/hgGateway?db=methJann1
- KEGG für die Suche nach M. jannaschii → https://www.genome.jp/kegg-bin/show_organism?org=mja
- BacDive für die Suche nach Kulturstämmen von M. jannaschii → http://bacdive.dsmz.de/index.php?search=6981&submit=Search